# 10385 Amaterasu
10385 Amaterasu è un asteroide della fascia principale. Scoperto nel 1996, presenta un'orbita caratterizzata da un semiasse maggiore pari a 2,6835629 UA e da un'eccentricità di 0,1914374, inclinata di 13,48933° rispetto all'eclittica. È dedicato alla dea shintoista Amaterasu-ō-mi-kami.